# 国鉄タサ500形貨車
国鉄タサ500形貨車（こくてつタサ500がたかしゃ）は、かつて鉄道省及び1949年（昭和24年）6月1日以降は日本国有鉄道（国鉄）に在籍した私有貨車（タンク車）である。

## 沿革
タサ500形は、1928年（昭和3年）の車両称号規程改正によりア27370形、ア27570形を改番し誕生した形式である。ア27370形は1926年（大正15年）に4両（ア27370 - ア27373→タサ500 - タサ503）が日本製鋼所にて、ア27570形は1928年（昭和3年）に19両（ア27570 - ア27588→タサ504 - タサ522）が新潟鐵工所にてそれぞれ製造された。
ア27570形からの改番車は附番の誤り（積載荷重が19tの為タラ（17 t - 19 t）に附番すべきが、タサ（20 t - 24 t）へ附番されてしまった事により1931年（昭和6年）2月12日にタラ1形ヘ再附番（タサ504 - タサ522→タラ13 - タラ31）が行われた。
形式名変更後も1937年（昭和12年）5月24日までに合計13ロット57両（タサ523 - タサ526、タサ529 - タサ536、タサ539 - タサ583）の増備が新潟鐵工所、日本車輌製造、汽車製造、浅野造船所、大阪鉄工所の5社にて行われた。この際タサ527 - タサ528、タサ537 - タサ538の欠番が発生した。
落成時の専用種別は4両（タサ500 - タサ503）がクレオソート専用、52両（タサ504 - タサ522、タサ544 - タサ555、タサ561 - タサ577、タサ580 - タサ583）が揮発油（ガソリン）専用、24両が「なし」であった。また所有者は、北海木材防腐、日本石油、横須賀海軍軍需部、中野興業、紐育スタンダード石油（その後スタンダード・ヴァキューム石油ヘ社名変更）、三菱商事、ライジングサン石油の6社1組織であった。
車体色は黒色、寸法関係はロットにより違いがあるが一例として全長は10,100 mm、全幅は2,500 mm、全高は3,860 mm、台車中心間距離は6,100 mm、実容積は27.5 m3、自重は14.2 t、換算両数は積車3.0、空車1.0であった。
1968年（昭和43年）10月1日ダイヤ改正では高速化不適格車とされて最高速度65 km/h の指定車となり、当時在籍していた23両に識別のため記号に「ロ」が追加され「ロタサ」となり黄1号の帯を巻いた。
1971年（昭和46年）12月8日に最後まで在籍した1両（ロタサ524）が廃車となり、同時に形式消滅となった。

## 形態区分

### 旧形式編入車

#### タサ500 - 503（旧ア27370形）
タサ500 - 503は20 t積みクレオソート専用車のア27370形が前身で、1926年にア27370 - 27373の4両が日本製鋼所で製造された。落成時の所有者は北海木材防腐、常備駅は輪西駅であり、木材防腐に使用されるクレオソートの輸送に使用された。輪軸は国鉄の3軸タンク車で初の長軸を採用しており、台枠幅が2,020 mmと広くなっている。
1928年の改番でタサ500 - 503となった。タサ503は1933年に17 t積みの重油専用車タラ200形200に形式変更されたが、1940年に復元された。第二次世界大戦後は新宮工業を経て新宮商行の所有となり、1968年に全廃された。

#### タサ504 - 522（旧ア27570形）
タサ504 - 522は19 t積み揮発油（ガソリン）専用車のア27570形が前身で、1928年にア27570 - 27588の19両が新潟鐵工所で製造された。落成時の所有は日本石油、常備駅は石油駅（後の浜安善駅）と柏崎駅であった。
台枠は中梁付きの平型となり、タンク体は台枠の上に置かれた。また、国鉄の3軸タンク車で初の空気ブレーキを採用している。
登場から数ヶ月で形式称号改定に伴う改番が行われてタサ504 - 522となったが、19 t積み車の重量記号を「サ」とするのは誤りであり、1931年にタラ1形タラ13 - 31に改称された。

### 新製車

#### タサ523・524
タサ523・524の2両は専用種別なしの20 t積みタンク車で、1929年に2両が新潟鐵工所で製造された。基本構造はア27570形に凖じたものであるが、荷重は20 tとなった。落成時の所有者は大日本帝国海軍の横須賀海軍軍需部で、常備駅は田浦駅であった。
第二次世界大戦後は日本石油輸送に払い下げられた。523は早期に廃車されたが、524は1968年のヨンサントオダイヤ改正後も船川港駅常備で限定運用され、1971年に廃車された。

#### タサ525・526
タサ525・526の2両は1929年に新潟鐵工所で製造された専用種別なしの20 t積み車で、落成時の所有は中野興業、常備駅は新津駅であった。基本構造はタサ523・524と同一である。
戦後は日本石油輸送の所有となり秋田地区で使用されていたが、1968年に廃車となった。タサ527・528は当初より欠番である。

#### タサ529 - 536
タサ529 - 536の8両は1929年に日本車輌製造で製造された。落成時は専用種別なし、所有は紐育スタンダード石油、常備駅は糸崎駅と石油駅であった。
タサ500形で初の日本車輌製造製グループであり、タンク体や台枠の延長を含む設計の差異がある。タンク体は普通鋼製でリベット止めであるが全長や直径が拡大され、台枠は国鉄3軸タンク車で最長の9,346 mmとなった。
戦時中は敵産管理法により接収されたが、戦後の1949年にスタンダード・ヴァキューム石油に返還された。1962年にスタンダード・ヴァキュームがエッソとモービルに分割された際は4両ずつが分割先の所有となり、1968年のヨンサントオ改正後もモービル石油のタサ529・530が北海道内で1970年まで、エッソスタンダード石油のタサ530・535が船川港駅常備で1971年まで限定運用されていた。タサ537・538は欠番である。

#### タサ539 - 543
タサ539 - 543の8両は1929年に汽車製造で製造され、落成時は専用種別なし、所有者は三菱商事、常備駅は弁天橋駅であった。タンク体はリベット止めで、台枠との固定は従来の繋ぎ板に代わってセンターアンカー方式が初めて採用された。軸間距離は2,850 mm ✕ 2で、日本の3軸タンク車としては最大である。
2両が戦災廃車となり、残る3両は1960年から1961年にかけて廃車された。

#### タサ544 - 549
タサ544 - 549の6両は1930年に日本車輌製造で製造され、専用種別は揮発油、所有は紐育スタンダード石油、常備駅は石油駅と糸崎駅であった。
戦中は敵産管理法により接収され、3両が戦災廃車となったが残る3両は戦後に返還された。1962年のエッソ・モービル分割では544・549がエッソ、545がモービルの所属となった。エッソ車は1968年に廃車となったが、モービルのタサ545は北海道内限定車として本輪西駅常備で1970年まで運用された。

#### タサ550 - 555
タサ550 - 555の6両は1930年に浅野造船所で製造され、専用種別は揮発油、所有は紐育スタンダード石油、常備駅は石油駅と糸崎駅であった。外観や仕様は日本車輌製造製のタサ544 - 549と同一である。
タサ544 - 549と同じく戦中は接収、戦後に返還され、1962年のエッソ・モービル分割では両社に3両ずつ移籍した。エッソ車のうちタサ555はヨンサントオ改正後も限定車として秋田地区で1971年まで使用されたほか、モービル車も1970年まで北海道限定で運用された。

#### タサ556 - 560
タサ556 - 560の5両は1930年に新潟鐵工所で製造された。落成時は専用種別なし、所有者は中野興業、常備駅は西中通駅であった。
戦後は日本石油輸送所有となり、専用種別も揮発油（ガソリン）専用となった。1968年のヨンサントオ改正前に558が廃車となり、残り4両はヨンサントオ後も秋田地区で限定運用されたが、1971年までに廃車となった。

#### タサ561 - 566
タサ561 - 566の6両は1931年日本車輌製造製で、落成時の専用種別は揮発油、所有者は紐育スタンダード石油、常備駅は石油駅と糸崎駅であった。
戦時中は敵産管理法により接収され、565が戦災廃車、残る5両が返還されて石油類専用となった。1962年のエッソ・モービル分割では561・562がエッソ、残りがモービルの所有となった。1968年のヨンサントオ改正では562・563が廃車、同改正後も561が本土内限定、564・566が北海道限定車で1970年まで運用されていた。

#### タサ567 - 572
タサ567 - 572の6両は1935年浅野造船所製で、落成時の専用種別は揮発油、所有者は紐育スタンダード石油、常備駅は石油駅であった。本グループよりタンク体に全溶接構造が採用された。
戦後は石油類専用となり、1962年のエッソ・モービル分割ではタサ567 - 569がエッソ、残りがモービルの所有となった。タサ568は1968年のヨンサントオ改正で廃車となったが、他は同改正後も残り、最後まで残ったタサ570・571が1971年まで使用されていた。

#### タサ573・574
タサ573・574の2両は1935年新潟鐵工所製で、落成時の専用種別は揮発油、所有者は横須賀海軍軍需部、常備駅は田浦駅であった。タンク体は全溶接で、タサ500形で唯一の保冷キセを装備しており、周囲に厚さ50 mmのフェルトと薄鋼板を装備していた。
戦後はアメリカ軍に接収された後に払い下げられ、日本石油輸送の所有となった。ヨンサントオ改正直前の1968年9月に廃車となった。

#### タサ575 - 577
タサ575 - 577の3両は1935年日本車輌製造製で、落成時の専用種別は揮発油、所有者はライジングサン石油、常備駅は石油駅であった。台枠周囲には歩み板が設けられ、タンク体の周囲に手すりが設置されていた。
戦時中には敵産管理法により接収されたが、戦後にシェル石油に返還され、ヨンサントオ改正前の1968年に廃車となった。

#### タサ578・579
タサ578・579の2両は1936年大阪鐵工所製で、落成時は専用種別なし、所有者は横須賀海軍軍需部、常備駅は田浦駅であった。
578は戦災廃車、579は戦後に日本石油輸送の所有となり、1968年9月に廃車となった。

#### タサ580 - 583
タサ580 - 583の3両は1937年日本車輌製造製で、落成時の専用種別は揮発油、所有者はライジングサン石油、常備駅は武豊駅・鷹取駅・石油駅であった。仕様はタサ575 - 577のマイナーチェンジ版に相当する。このグループは日本で最後に新製された3軸タンク車となった。
戦時中は敵産管理法により接収、582と583は戦災廃車、戦後は580・581がシェル石油に返還された。1968年に廃車となった。

### 車番履歴
| 改造前形式 | 両数 | 改造前車番号       | 改造後車番号      | 落成時所有者                 | 備考   |
| ---------- | ---- | ------------------ | ----------------- | ---------------------------- | ------ |
| ア27370形  | 4両  | ア27370 - ア273703 | タサ500 - タサ503 | 北海木材防腐                 |        |
| ア27570形  | 19両 | ア27570 - ア27588  | タサ504 - タサ522 | 日本石油                     |        |
|            | 2両  |                    | タサ523 - タサ524 | 横須賀海軍軍需部             | 新製車 |
|            | 2両  |                    | タサ525 - タサ526 | 中野興業                     | 新製車 |
|            | 8両  |                    | タサ529 - タサ536 | 紐育スタンダード石油         | 新製車 |
|            | 5両  |                    | タサ539 - タサ543 | 三菱商事                     | 新製車 |
|            | 6両  |                    | タサ544 - タサ549 | 紐育スタンダード石油         | 新製車 |
|            | 6両  |                    | タサ550 - タサ555 | 紐育スタンダード石油         | 新製車 |
|            | 5両  |                    | タサ556 - タサ560 | 中野興業                     | 新製車 |
|            | 6両  |                    | タサ561 - タサ566 | 横須賀海軍軍需部             | 新製車 |
|            | 6両  |                    | タサ567 - タサ572 | スタンダードヴァキューム石油 | 新製車 |
|            | 2両  |                    | タサ573 - タサ574 | 横須賀海軍軍需部             | 新製車 |
|            | 3両  |                    | タサ575 - タサ577 | ライジングサン石油           | 新製車 |
|            | 2両  |                    | タサ578 - タサ579 | 横須賀海軍軍需部             | 新製車 |
|            | 4両  |                    | タサ580 - タサ583 | ライジングサン石油           | 新製車 |

## 形式変更車

### タラ1形
1928年に登場した19 t積みの揮発油専用車ア27570形は、同年の形式称号改定に伴う改番でタサ500形タサ504 - 522となったが、1931年にタラ1形タラ13 - 31に改称された。タラ28は戦後間もなく除籍されたが、他は1953年に20 t積み石油類専用車タサ600形タサ635 - 652に改造された。

### タラ200形
1933年（昭和8年）8月4日にタサ503の専用種別変更（クレオソート→重油）が行われ、形式は新形式であるタラ200形とされた。タラ200形はその後増備されることなく1両のままであったが、1940年（昭和15年）12月24日に再度専用種別変更（重油→クレオソート）が行われ車番は旧番号（タサ503）へ復帰しタラ200形は形式消滅となった。